# بیوپراپات
انجمن سراسری تولید علم و فناوری زیستی (روسی: Биопрепарат، یک آژانس شوروی بود که در آوریل ۱۹۷۴ تأسیس شد و بزرگ‌ترین و پیچیده‌ترین برنامه تهاجمی جنگ بیولوژیکی شناخته شده را رهبری می‌کرد. این یک شبکه گسترده و ظاهراً غیرنظامی بود که ۳۰ تا ۴۰ هزار پرسنل را استخدام می‌کرد و شامل پنج مؤسسه تحقیقاتی بزرگ نظامی، تأسیسات طراحی و ساخت ابزار متعدد، سه کارخانه آزمایشی و پنج کارخانه تولید دو منظوره بود. این شبکه برنامه‌های تحقیق و توسعه تهاجمی بزرگی را با سویه‌های میکروبی مهندسی ژنتیک شده که در برابر مجموعه‌ای از آنتی‌بیوتیک‌ها مقاوم هستند، دنبال می‌کرد. علاوه بر این، عوامل باکتریایی با توانایی تولید پپتیدهای مختلف ایجاد شدند که منجر به ایجاد سویه‌هایی با خواص بیماری‌زایی کاملاً جدید و غیرمنتظره شد.

## تاریخچه

### ریشه‌ها
ریشه‌های شبکهٔ «بیوپراپارات» ارتباط نزدیکی با ایجاد تأسیسات بسیج جنگ‌افزارهای بیولوژیکی در دههٔ ۱۹۵۰، تحت رهبری نیکیتا سرگیویچ خروشچف، دارد که در کارخانه‌های تولید غیرنظامی تازه ساخته شده، پنهان شده بودند. ساخت اولین کارخانه بزرگ دو منظوره، کارخانه شیمیایی بردسک، واقع در ۲۶ کیلومتری جنوب نووسیبیرسک، در سال ۱۹۵۷ در پاسخ به فرمان شورای وزیران اتحاد جماهیر شوروی مبنی بر توسعه صنایع شیمیایی و میکروبیولوژیکی شوروی آغاز شد. دومین تأسیسات دومنظوره، کارخانه شیمیایی اوموتنینسک، واقع در وستوچنی، ۱۵۰ کیلومتری شمال شرقی کیروف، مطابق با فرمانی که در تاریخ ۲ اوت ۱۹۵۸ توسط حزب کمونیست اتحاد جماهیر شوروی و شورای وزیران صادر شد، ایجاد شد. ایده پشت کارخانه‌های جدید این بود که در صورت بروز شرایط اضطراری در زمان جنگ، بتوانند از تولید محصولات میکروبیولوژیکی غیرنظامی به تولید عوامل بیولوژیکی نظامی روی آورند. هر دو تأسیسات بردسک و اوموتنینسک پس از تأسیس شرکت بیوپراپارات در سال ۱۹۷۴ به آن منتقل شدند
یکی دیگر از نهادهای کلیدی که برای استخدام پرسنل علمی با دانش سلاح‌های بیولوژیکی به شدت به آن متکی بود، دفتر فنی-تحقیقات علمی بود. این سازمان در اوت ۱۹۵۸ تحت نظر دولت پانزدهم وزارت دفاع اتحاد جماهیر شوروی، که در آن زمان برنامه سلاح‌های بیولوژیکی اتحاد جماهیر شوروی را مدیریت می‌کرد، تأسیس شد. وظیفه توسعه فناوری برای استفاده در ایجاد شرکت‌های دارویی و میکروبیولوژیکی با کاربرد دوگانه را بر عهده داشت. همچنین مسئولیت داشت که اجزای نظامی تأسیسات دو منظوره شوروی را در حالت آماده‌باش دائمی نگه دارد. بیشتر اعضای کلیدی ان آی بی تی در سال ۱۹۷۴ به بیوپراپات منتقل شدند

### تأسیس
در ۲۴ آوریل ۱۹۷۴، اداره اصلی صنایع میکروبیولوژیکی اتحاد جماهیر شوروی (گلاومیکروبیوپروم) دستور ۱۳۱ DSP را صادر کرد که به موجب آن انجمن تولید علوم زیستی سراسری اتحادیه تأسیس شد. در ۲۶ ژوئن ۱۹۷۴، تعدادی از تأسیسات سلاح‌های بیولوژیکی دومنظوره موجود در اتحاد جماهیر شوروی به آژانس جدید منتقل شدند. این کارخانه‌ها شامل کارخانه شیمیایی بردسک و کارخانه شیمیایی اوموتنینسک بودند. بنا به گزارش‌ها، پروژه «بیوپرات» توسط یوری آناتولیویچ اوچینیکوف، آکادمیسین، آغاز شد که لئونید برژنف، دبیرکل، را متقاعد کرد که توسعه سلاح‌های بیولوژیکی ضروری است. تحقیقات در بیوپراپات نقض مفاد کنوانسیون سلاح‌های بیولوژیکی سال ۱۹۷۲ بود که سلاح‌های بیولوژیکی را ممنوع اعلام کرده است.

### قرار گرفتن در معرض دید در غرب
برنامه‌های تحقیق و توسعه شرکت بیوپراپات از همان ابتدا مشمول سطوح فوق‌العاده‌ای از پنهان‌کاری و بخش‌بندی بودند. اولین اطلاعات مهم که در مورد ماهیت و وسعت این تلاش مخفیانه شوروی در زمینه سلاح‌های بیولوژیکی به غرب رسید، ناشی از پناهندگی یک دانشمند ارشد آماده‌سازی بیولوژیکی به نام ولادیمیر آرتموویچ پاسچنیک (۱۹۳۷–۲۰۰۱) به بریتانیا در اکتبر ۱۹۸۹ بود. دومی توانست شرح مفصلی از دامنه وسیع برنامه مخفی مسکو ارائه دهد. در نتیجه شهادت پاسچنیک، مارگارت تاچر، نخست‌وزیر بریتانیا، و جورج اچ دبلیو بوش، رئیس‌جمهور آمریکا، توانستند بر میخائیل گورباچف، رئیس‌جمهور شوروی، فشار بیاورند تا تأسیسات جنگ میکروبی روسیه را به روی تیمی از بازرسان خارجی باز کند. وقتی بازرسان در سال ۱۹۹۱ از چهار سایت بازدید کردند، با انکار و طفره رفتن آنها مواجه شدند. مخازن تولیدی که به نظر می‌رسید هدف آنها تولید مقادیر زیادی مواد خطرناک باشد، هنگام ارائه به بازرسان تمیز و استریل بودند. آزمایشگاه‌ها قبل از ارائه به بازرسان، از تجهیزات محروم شده بودند.
افشاگری‌های پاسچنیک مبنی بر اینکه این برنامه بسیار گسترده‌تر از آن چیزی است که قبلاً گمان می‌رفت، در سال ۱۹۹۲ با سفر سرهنگ کاناتژان بایزاکوویچ علیبکوف (متولد ۱۹۵۰) به ایالات متحده تأیید شد. دومی، که بعداً نام کن علیبک را برای خود برگزید، از سال ۱۹۸۸ تا ۱۹۹۲ به عنوان معاون اول مدیر بیوپراپارات خدمت کرده بود. علیبکوف بعدها کتاب «خطر زیستی» (۱۹۹۹) را نوشت و در آن دانش گسترده خود از ساختار، اهداف، عملیات و دستاوردهای «بیوپراپارت» را به‌طور عمومی شرح داد. او همچنین در قسمتی از سریال خط مقدم (برنامه تلویزیونی آمریکایی) با عنوان «جنگ طاعون» در ۱۳ اکتبر ۱۹۹۸ حضور داشت.

### تغییر نقش، ۱۹۸۵ - تاکنون
بیوپراپارات سه مرحله متمایز و گاهی اوقات همپوشانی در طول حیات خود داشت. از زمان پیدایش آن در آوریل ۱۹۷۴ تا فروپاشی اتحاد جماهیر شوروی در دسامبر ۱۹۹۱، و در واقع برای مدتی نامعلوم پس از آن، این سازمان درگیر یک برنامه تحقیقاتی تهاجمی بزرگ در زمینه سلاح‌های بیولوژیکی بود. همچنین پنج کارخانه تولیدی دو منظوره را نگهداری می‌کرد. در مارس ۱۹۸۵، با انتخاب میخائیل گورباچف توسط دفتر سیاسی به عنوان دبیرکل حزب کمونیست اتحاد جماهیر شوروی، بیوپراپارات از نظر اندازه و اهمیت سیاسی افزایش یافت و همچنین به عنوان یک بازیگر اصلی در بخش زیست‌دارویی غیرنظامی ظهور کرد. تا سال ۱۹۸۸، در این مرحله دوم، شبکه بیوپراپات شامل حداقل ۴۰ مرکز بود که در ۱۵ شهر مختلف فعالیت می‌کردند و کنترل تولید داخلی واکسن‌ها، آنتی‌بیوتیک‌ها و سایر داروهای ضروری را در دست داشتند. دقیقاً در همین لحظه بود که علیبکوف به عنوان یک رابط کلیدی بین بیوپراپارات و تعدادی از شرکت‌های داروسازی غربی ظاهر شد. در مرحله سوم و نهایی در طول دهه ۲۰۰۰، شرکت بیوپراپات از کنترل تقریباً تمام مؤسسات تحقیق و توسعه و تأسیسات تولیدی محروم شد. از آن پس، نقش بسیار کمرنگ‌تری به خود گرفت، بر کنترل صادرات و سایر امور متمرکز شد و تنها تعداد کمی از کارکنان دفتر مرکزی را در اختیار داشت.
بیوپراپارات سیستمی از مؤسسات اسماً غیرنظامی، تحقیقاتی و طراحی، کارخانه‌های آزمایشی و تأسیسات تولیدی دو منظوره بود که عمدتاً در سایت‌هایی در روسیه اروپایی واقع شده بودند و در آن ارتش کوچکی از دانشمندان و تکنسین‌ها با هدف توسعه نسل جدیدی از سلاح‌های بیولوژیکی، روی عوامل بیماری‌زای باکتریایی و ویروسی کار می‌کردند. این سازمان ظرفیت تولید سلاح سیاه زخم در اتحاد جماهیر شوروی را در خود جای داده بود و در توسعه فناوری‌های جدید سلاح‌های بیولوژیکی پیشرو بود.

### امکانات
این پروژه شامل بخش‌های تحقیق و توسعه، طراحی، کارخانه آزمایشی و تأسیسات تولیدی زیر بود:
- مؤسسه طراحی علمی-تحقیقاتی سراسری بیوشیمی کاربردی (VNIIbiokhimmashproekt)، مسکو
- مؤسسه علمی-تحقیقاتی سراسری میکروبیولوژی کاربردی (VNII PM)، اوبولنسک
- موسسه سراسری آماده‌سازی‌های بیوشیمیایی بسیار خالص (VNII OChB)، لنینگراد
- مؤسسه علمی-تحقیقاتی سراسری زیست‌شناسی مولکولی (VNII MB)، کولتسوو
- مؤسسه ایمونولوژی، لیوبوچانی
- دفتر طراحی آزمایش مهندسی زیستی دقیق (OKB TBM)، کریشی
- دفتر طراحی تجربی تجهیزات اتوماسیون (OKBA)، یوشکار-اولا
- پایگاه علمی تجربی و صنعتی استپنوگورسک، استپنوگورسک، شمال قزاقستان
- پایگاه علمی-صنعتی تجربی بردسک (BNOPB)، بردسک
- پایگاه علمی-صنعتی-آزمایشگاهی اوموتنینسک (ONOPB)، اوموتنینسک
- کارخانه شیمیایی بردسک، بردسک
- کارخانه شیمیایی اوموتنینسک، اوموتنینسک

### پاتوژن‌ها
تحقیقات روی طیف وسیعی از عوامل بیماری‌زای باکتریایی و ویروسی با هدف بررسی پتانسیل آنها برای تبدیل شدن به سلاح انجام شد. این موارد شامل موارد زیر بود:
- باسیلوس آنتراسیس (عامل بیماری سیاه زخم)
- یرسینیا پستیس (عامل طاعون)
- فرانسیسلا تولارنسیس (عامل ایجاد تولارمی)
- گونه‌های بروسلا (عامل بیماری بروسلوز)
- ویروس آبله
- ویروس آنسفالیت اسبی ونزوئلایی
- تنها اطلاعات قابل اعتماد در رابطه با ظرفیت تولید عوامل تسلیحاتی مربوط به SNOPB (استپنوگورسک) است. تخمین زده می‌شود که این کارخانه در هر چرخه تولید ده‌ماهه، ظرفیت تولید حدود ۳۰۰ تن هاگ باسیلوس آنتراسیسِ سلاح‌سازی‌شده را داشته باشد.

## رهبران

### مدیران
سرلشکر (رزرو) وسوولود ایوانوویچ اوگارکوف (آوریل ۱۹۷۴–۱۹۷۹)
سرهنگ (رزرو) آناتولی آناتولیویچ میکلاشفسکی (۱۹۷۹)
ژنرال (رزرو) یوری تیخونوویچ کالینین (۱۹۸۰ - آوریل ۲۰۰۱)

### معاونان اول مدیران
سرلشکر (رزرو) آناتولی وروبیف (۱۹۷۸–۱۹۸۸)
سرهنگ (ذخیره) کاناتژان علیبکوف (۱۹۸۸–۱۹۹۲)